# Trattinnickia ferruginea
Trattinnickia ferruginea là một loài thực vật có hoa trong họ Burseraceae. Loài này được Kuhlm. miêu tả khoa học đầu tiên năm 1936.